# Achlumervaart
De Achlumervaart is een vaart in het noordwesten van de provincie Friesland. De vaart loopt door de gemeente Harlingen en door de gemeente Waadhoeke, waar de officiële naam Achlumer Feart is.
De Achlumervaart loopt vanaf de kruising van de Lollumervaart en de Arumervaart in noordwestelijke richting door het dorp Achlum naar het Van Harinxmakanaal aan de oostzijde van de stad Harlingen. Het kanaal met vele bochten heeft een lengte van ongeveer 4,5 kilometer.